# William Ellery

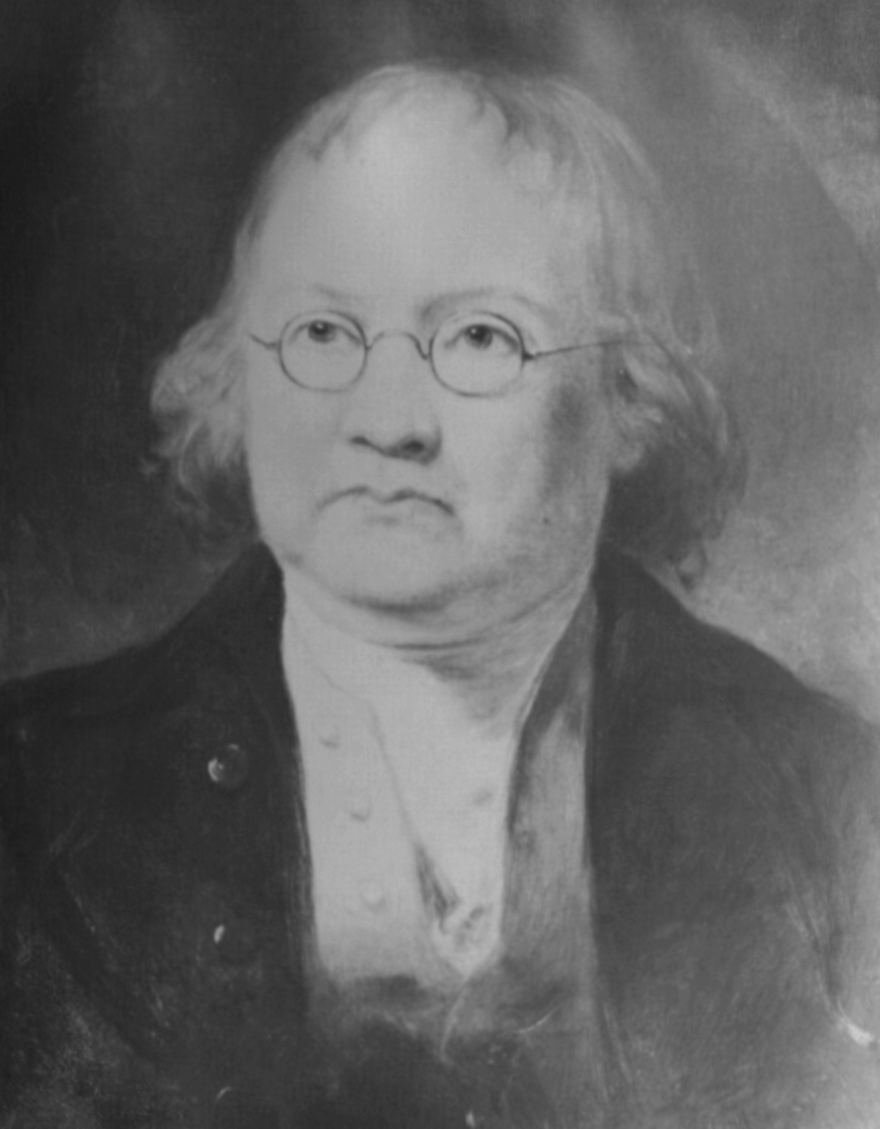
William Ellery

William Ellery (* 22. Dezember 1727 in Newport, Colony of Rhode Island and Providence Plantations, Kolonie des Königreichs Großbritannien; † 5. Februar 1820 in Newport, Rhode Island, USA) war als Repräsentant für Rhode Island Unterzeichner der Unabhängigkeitserklärung der Vereinigten Staaten und ist damit einer der Gründerväter der Vereinigten Staaten.
Er graduierte im Alter von 20 Jahren am Harvard College und arbeitete danach als Händler, Zollkassierer und Angestellter der Rhode Island Generalversammlung. Ellery eröffnete 1770 eine Rechtspraxis. Er war aktiv bei Rhode Islands Sons of Liberty, ersetzte 1776 den verstorbenen Samuel Ward im Kontinentalkongress und diente im Marinekomitee sowie im Komitee für Auswärtige Beziehungen. Er wurde Richter am Obersten Gerichtshof von Rhode Island. 1785 war er Abolitionist geworden. Er war der erste Zollkassierer am Hafen von Newport nach dem Inkrafttreten der Verfassung und blieb es bis zu seinem Tod im Jahr 1820.
Ellerys Vater hieß ebenfalls William Ellery. Er war von 1748 bis 1750 Vizegouverneur der Colony of Rhode Island and Providence Plantations.